# Sistema Ibero-Americano

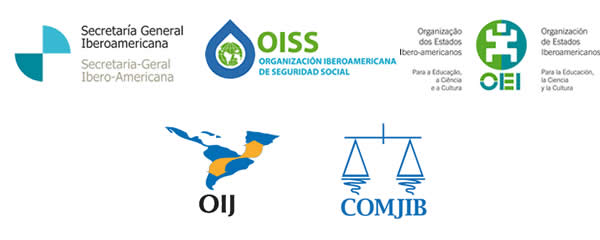
Logotipos dos organismos que compõem o Sistema Ibero-Americano

O Sistema Iberoamericano é constituído pelos cinco organismos internacionais regionais ibero-americanos, quais sejam: a Secretaria Geral Ibero-Americana (SEGIB), a Organização dos Estados Ibero-Americanos para a Educação, a Ciência e a Cultura (OEI), a Organização Ibero-Americana de Segurança Social (OISS), a Organização Ibero-Americana de Juventude (OIJ) e a Conferência de Ministros da Justiça dos Países Ibero-Americanos (COMJIB). Esses organismos que integram, a partir da decisão adotada pelos Chefes de Estado e de Governo na XXIV Cúpula Ibero-Americana (Veracruz, México, 2014), o Comité de Direção Estratégica dos Organismos Ibero-Americanos (CODEI).